# Dušan Šešok
Dušan Šešok, slovenski ekonomist, politik in gospodarstvenik * 29. november 1953.
Med 9. majem 1991 in 14. majem 1992 je bil republiški sekretar za finance in med 14. majem 1992 in 25. januarjem 1993 je bil minister za industrijo in gradbeništvo Republike Slovenije. Kasneje je postal predsednik uprave Iskre.